# بينك العليا (غوهران)
بينك العليا (بالفارسية: بینک علیا) هي قرية تقع في إيران في قسم غوهران الريفي. يقدر عدد سكانها بـ 210 نسمة بحسب إحصاء 2016.